# Parcchnali
Parcchnali (gruz. ფარცხნალი) – wieś w Gruzji, w regionie Imeretia, w gminie Charagauli. W 2014 roku liczyła 254 mieszkańców.

## Urodzeni
- Samuel Buaczidze